# Ange musicien

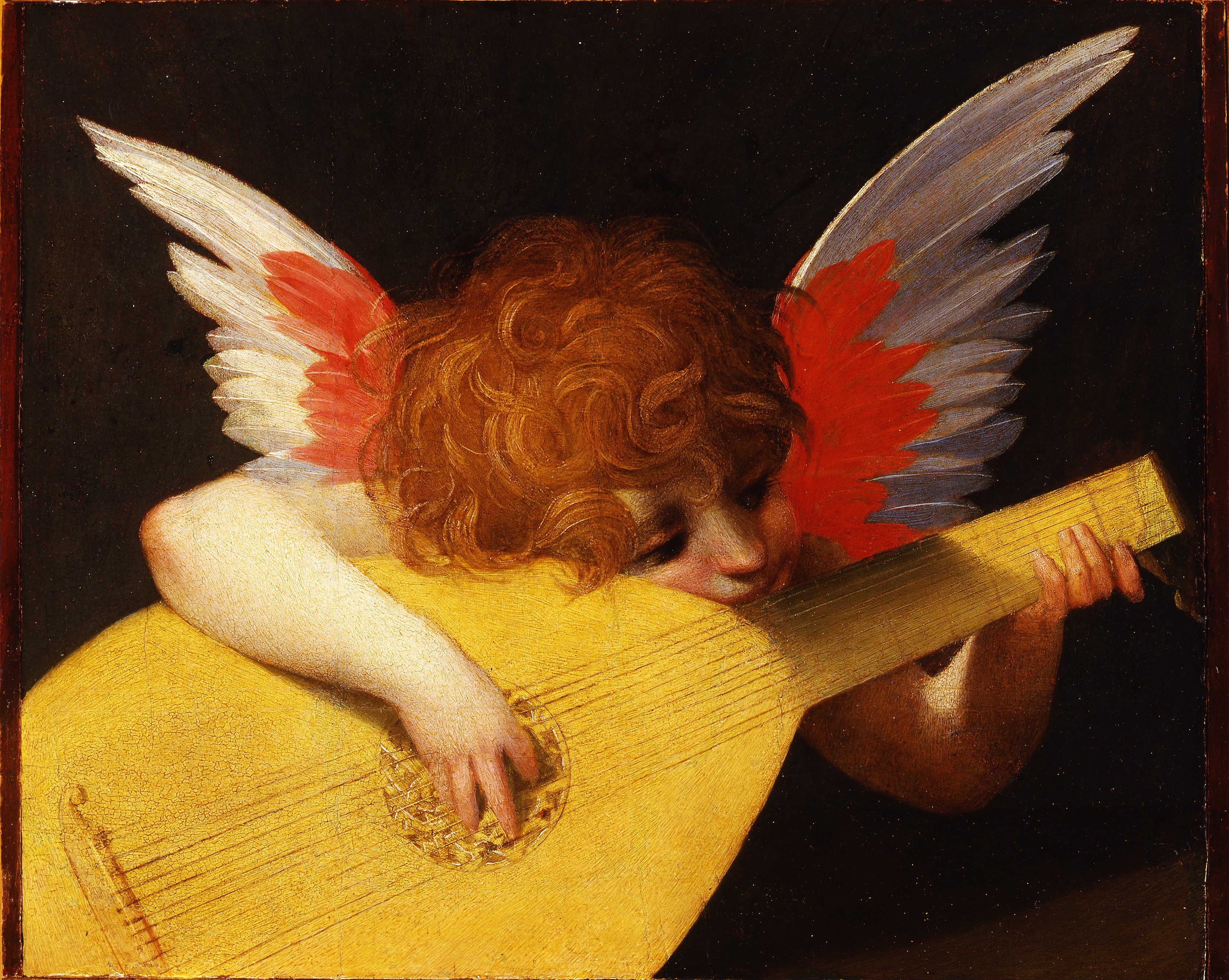
Angelot jouant du luth, par Rosso Fiorentino.

Un ange musicien est un ange représenté jouant d'un instrument de musique, motif fréquent de la peinture religieuse occidentale. On le rencontre notamment sous la forme d'un chérubin formant un orchestre autour de figures saintes ou divines avec plusieurs autres de ses congénères. Le Concert des anges, du Greco, est un exemple de tableau représentant des anges musiciens adultes.